# Dysdera verneaui
Dysdera verneaui är en spindelart som beskrevs av Simon 1883. Dysdera verneaui ingår i släktet Dysdera och familjen ringögonspindlar.
Artens utbredningsområde är Kanarieöarna. Inga underarter finns listade i Catalogue of Life.